# Peter Baumann (Musiker)

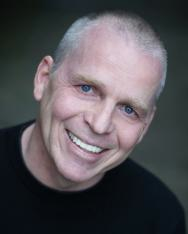
Peter Baumann (2012)

Peter Baumann (* 29. Januar 1953 in Berlin) ist ein deutscher Elektronikmusiker und Musikverleger. Als Mitglied der Elektronik-Musikgruppe Tangerine Dream schrieb er ein wichtiges Kapitel deutscher Rockgeschichte mit. Seine Synthesizer-Klangexperimente waren wegweisend für die elektronische Rockmusik der 1980er Jahre.
Peter Baumanns erstes Solo-Album entstand im Jahr 1976; die auf ihm enthaltene Musik orientierte sich dabei stark an der Linie des Tangerine Dream-Sounds. Ende 1977 verließ Baumann die Gruppe, um sich ganz auf seine Solo-Karriere zu konzentrieren, und übersiedelte in die USA. Dort gründete er 1984 mit „Private Music“ sein eigenes Musiklabel und bot auf diesem Weg bekannten Musikern die Möglichkeit, Projekte zu realisieren, die sie bei etablierten Plattenfirmen aus vertraglichen oder werkspezifischen Gründen nicht umsetzen konnten. So veröffentlichten u. a. Yanni, Patrick O’Hearn, Ravi Shankar, Andy Summers (Police), Jerry Goodman, Suzanne Ciani, Philip Glass, Eddie Jobson, Leo Kottke und sogar Baumanns frühere Kollegen von Tangerine Dream (u. a. mit den Alben Lily on the Beach, Melrose, Miracle Mile und Optical Race) außergewöhnliche Tonaufnahmen auf „Private Music“. Baumann verkaufte seine Firma in den späten 1990er Jahren an die BMG und lebt heute in Kalifornien vom Erlös des Verkaufs. Er widmete sich dann mit seiner 2009 gegründeten Baumann-Foundation  Themen wie kognitive Wissenschaften, Evolutionstheorie, Philosophie, Humanismus, Psychologie, Genetik, Kunst und Anthropologie.
Nach dem Tod von Edgar Froese von Tangerine Dream im Januar 2015 arbeitet Peter Baumann mit den verbliebenen Musikern nach ca. 37 Jahren wieder als aktiver Musiker an einem Tangerine-Dream-Musik-Projekt.

## Diskografie
- Romance '76 (1976)
- Bicentennial Present (Single) (1976)
- Welcome To Joyland (1978)
- Trans Harmonic Nights (1979)
- Biking Up The Strand (Single) (1979)
- Repeat Repeat (1981)
- Realtimes (Single) (1981)
- Daytime Logic (Extended Dance Mix) (1981)
- Strangers In The Night (1983)
- Blue Room (1992)
- Phase by Phase: A Retrospective '76 – '81 (1996)
- Machines of Desire (2016)
- Nightfall (2025)